# Сумський район (1923—2020)
Су́мськи́й райо́н —  колишній район України в східній частині Сумської області України з адміністративним центром у місті місто Суми, яке не входило до складу району. Район існував протягом 1923—2020 років і був ліквідований під час Адміністративно-територіальної реформи в Україні.

## Географія
Сумський район Сумської області знаходився в східній частині Сумської області. Район був розташований у зоні лісостепу.
Район межував з: Краснопільським районом на сході, Тростянецьким і Лебединським районами на півдні, Білопільським районом на заході, та Курською областю Росії на півночі.
Площа території Сумського району становила 1853.5732 км², 7.8% від території області. Чисельність населення складала 63,059 тис.осіб
Район охоплював територію, якою протікають річки Псел, Сумка, Сула, Сироватка, Олешня, Локня, Снагість, Синяк, Крига, Каланчак, Сухоносівка, Гуска, Крупець, Стрілка, Бездрик.

### Географічне розташування
Сумський район розташований у Північній півкулі відносно екватора й у Східній — відносно Гринвіцького меридіана, у північно-східній частині України. Площа території  становить 1 855 км2  і до її складу входить: 3 селищні ради, 29 сільських рад, 3 селища міського типу, 8 селищ й 115 сіл. Сумський район належить до Сумської області, що у свою чергу входить до складу України. Адміністративним центром є місто Суми, що до складу району не входить.  Обраний район займає прикордонне положення й межує з Курською областю Росії та з наступними районами Сумської області: Краснопільський, Тростянецький, Лебединський та Білопільський. Положення відносно ліній градусної сітки визначається такими крайніми точками місцевості: крайня північна точка — 51°14´ пн. ш., 34°58´ сх. д., найближчим населеним пунктом до якої є с. Басківка; крайня південна точка — 50°41´ пн. ш., 34°54´ сх. д. ; крайня західна точка — 50°53´ пн. ш., 34°26´ сх. д.; крайня східна точка — 51°7´ пн. ш., 35°10´ сх. д. . Протяжність району з півночі на південь становить 61, 5 км, із заходу на схід — 57, 1 км. 

### Клімат
До кліматотвірних чинників належать: кількість сонячної радіації, атмосферна циркуляція та характер підстилаючої поверхні. Основними показниками клімату є температурний режим і зволоження території. Температурний режим більшою мірою залежить від величини радіаційного балансу, яка відображає умови приходу сонячної радіації та її витрату на природні процеси. Саме за такими факторами й визначається пануючий клімат будь-якої місцевості. На території Сумського району панує помірно континентальний клімат, з теплим літом і помірно холодною зимою. Середні температури липня становлять +18…+21°С, у січні стовпчик термометра опускається до відмітки −5…-8°С.  Сумарна кількість сонячної радіації становить від 3800 до 4200
МДж/м2 (за середніх умов хмарності), а кількість годин сонячного сяйва за рік  — 2000. Рівнинність обраної території  сприяє вільному проникненню і поширенню над нею помірних морських і континентальних повітряних мас, а також арктичних. Водночас значна протяжність України в меридіональному напрямку зумовлює трансформацію морських повітряних мас у континентальні з просуванням на схід. Ось чому зволоженість території є помірною — 550–600 мм опадів на рік. Максимум опадів випадає влітку у вигляді дощів.

### Рельєф (геологія, геоморфологія)
Сумський район розташований на величезній ділянці земної кори — Східноєвропейській платформі. У наш час основа платформи — кристалічний фундамент — знаходиться під різною товщею осадових порід: на території Сумського району, неподалік від м. Суми, вона становить 600–700 м. Східна частина Сумської області, тобто рельєф даного району, представлена здебільшого відрогами Середньоруської височини, що також охоплюють і північний схід області. Ось чому територія всієї області має загальний нахил з північного сходу на південний захід. Середні висоти даної території сягають 200–220 м. Важливе значення також для рельєфу цього району відіграють поверхневі породи, серед яких є лесові. Вони становлять собою пористу карбонатну гірську породу світлопалевого кольору. Лесові суглинки легко розмиваються водами, сприяють утворенню ярів і балок. Тому ця територія області досить розчленована: рівнинні ділянки супроводжуються дуже розгалуженої яро-балочної мережі. Східний край області є частиною Середньоруської височини (її південно-західні відроги). Тут виділяються Хотинсько-Сумське плато. На території Сумського району Хотинсько-Сумське плато досягає висоти 228 м у верхів'ї р. Локні та 224 м у верхів'ї р. Олешні (на північний схід від с. Корчаківка). Від цих максимальних висот плато знижується на південний захід до 204м (вододіл річок Сумки й Олешні). У цілому плато є підвищеною рівниною, розчленованою річками, що розтікаються в радіальному напрямку. Долини річок Локня, Снагість та її ліві притоки спрямовуються на північ, долина р. Крига витягнута на захід, долина р. Олешні у її середній і нижній течіях тягнеться на південь — південний-схід, балкоподібна долина р. Гуйви спрямована на схід. На півдні ця частина плато круто обривається до долини р. Псла, утворюючи її правий корінний берег, дуже розчленований глибокими розгалуженими балками. На північ плато нахилене слабше і менш розчленоване балкоподібними річковими долинами. Річкові долини й вододіли між ними утворюють полого-хвилястий рельєф.

### Внутрішні води
Внутрішні води є найважливішим природним ресурсом і навіть корисною копалиною. Вони складаються з поверхневих і підземних вод. Поверхневі води представлені річками, озерами, болотами і штучними водоймами. Підземні води — водоносні комплекси, які розрізняють за якістю, потужністю і глибиною залягання.
Річкова система обраного району є достатньо розгалуженою. Тут протікають ліва притока Дніпра — р. Псел, а також таки річки як Сироватка, Крига, Гуска, Сумка, Олешня, Локня, Каланчак, Снагість, Гуйва та інші, річкові долини яких мають асиметричну форму з правим крутим і лівим пологим берегом. Завдяки малому перепаду висот швидкість течії річок не перевищує 0,1 м/с, лише на перекатах вона зростає до 1,5 м/с. Живлення річок переважно снігове, проте є суттєва частка підземного і дощового живлення. Навесні відбувається повінь, рівень води різко підвищується в середньому на 2 м, а на малих річках подекуди до 4 м. Межень встановлюється влітку. Взимку і восени вода майже не витрачається на випаровування. Замерзають річки наприкінці листопада. Льодостав триває 3—4 місяці. Товщина льоду в середньому становить від 30 до 70—80 см.
Найпоширенішими озерами на території Сумського району є заплавні озера-стариці. Водний режим їх залежить від гідрологічного режиму річок, а рівень води регулюється рівнем води в річці. Стариці і річки мають гідравлічний зв'язок з водоносними горизонтами, завдяки чому рівень води в озерах майже дорівнює рівню води в річках. Озера-стариці здебільшого заростають. Наявність мікропланктону і бактеріальної флори сприяють розведенню різноманітних риб. Згодом стариці заболочуються. До таких озер належать: Іволжанське, Журавлине, Червоне та інші. Порівняно із заболоченістю Українського Полісся у 4%, Сумський район має нижчий показник — близько 1%. Це пояснюється в більшій мірі геоморфологічними особливостями рельєфу; в загальній кількості їх менше, ніж на Поліссі через велику сухість.
Штучними водоймами є ставки та водосховища, більшість з яких  утворено в ярках. Живлення ставків здійснюється за рахунок дощів і танення снігів. Водосховища будують поряд із ГЕС і використовують для нагромадження води, поливу сільськогосподарських угідь, розведення птиці і риби. На їх берегах розміщують рекреаційні заклади — турбази. До штучних водойм належать: Косівщинське водосховище, ставок біля с. Біловоди, ставок біля с. Степне тощо.

### Природоохоронні території
- Журавлиний заказник
- Банний яр

## Історія
Сумський район Харківської губернії утворений 7 березня 1923 року із колишніх волостей: Сумської та Велико—Чернеччинської із центром у місті Суми.
У 1923 році до складу району входило 14 сільських рад, нині налічується 3 селищні і 29 сільських рад, яким підпорядковано 123 населені пункти.
Територія району була досить густо заселена ще в роки Київської Русі. Існував цілий ряд городищ по Пслу на території району, а Битицьке городище за своїм політичним значенням та масштабами впливу було у 8 столітті рівним Києву, Чернігову, було одним із центрів формування східнослов'янської народності.
У 14 столітті поряд з Путивлем і Ромнами до найбільших міст на території Сумщини належала Хотінь.
У другій половині 18 століття на території району перебував духовний, культурний центр Лівобережної України, один із основних культурних центрів України і Східної Європи.
Це пов'язано з такою блискучою сторінкою в історії культури нашого народу, як діяльність невиправдано забутої і ще донедавна маловідомої «Попівської академії», що знаходилась на х. Попівка (нині Залізняк). Її керівник — О. О. Паліцин був людиною європейських масштабів, всебічної обдарованості і освіченості, зумів зібрати її слухачами прогресивних людей того часу — літераторів, архітекторів, перекладачів. Конкретно в Попівці виникла ідея про відкриття першого університету на Лівобережній України.

## Адміністративний поділ

### Місцеві ради
Район адміністративно-територіально поділяється на 3 селищні ради та 29 сільських рад, які об'єднують 126 населених пунктів та підпорядковані Сумській районній раді.

## Політика
25 травня 2014 року відбулися Президентські вибори України. У межах Сумського району було створено 57 виборчих дільниць. Явка на виборах складала — 62,94% (проголосували 30 443 із 48 369 виборців). Найбільшу кількість голосів отримав Петро Порошенко — 59,07% (17 982 виборців); Юлія Тимошенко — 17,83% (5 428 виборців), Олег Ляшко — 8,41% (2 559 виборців), Анатолій Гриценко — 4,49% (1 367 виборців), Сергій Тігіпко — 2,75% (837 виборців). Решта кандидатів набрали меншу кількість голосів. Кількість недійсних або зіпсованих бюлетенів — 0,98%.

## Транспорт
Район відіграє важливе транспортне значення для економіки України. Зокрема ним проходять такі автошляхи: E38.

## Населення
Розподіл населення за віком та статтю (2001):
| Стать | Всього | До 15 років | 15-24 | 25-44 | 45-64 | 65-85 | Понад 85 |
| --- | ------ | ----------- | ----- | ----- | ----- | ----- | -------- |
| Чоловіки | 29 128 | 4973        | 4320  | 8353  | 7534  | 3764  | 184      |
| Жінки | 33 652 | 4739        | 3748  | 7913  | 8717  | 7626  | 909      |
| \| Статево-вікова піраміда \| Статево-вікова піраміда \| Статево-вікова піраміда \| \| ----------------------- \| ----------------------- \| ----------------------- \| \| Чоловіки \| Вік \| Жінки \| \| 184 \| 85 + \| 909 \| \| 284 \| 80-84 \| 983 \| \| 820 \| 75-79 \| 2238 \| \| 1348 \| 70-74 \| 2575 \| \| 1312 \| 65-69 \| 1830 \| \| 2299 \| 60-64 \| 3126 \| \| 1109 \| 55-59 \| 1409 \| \| 1947 \| 50-54 \| 2041 \| \| 2179 \| 45-49 \| 2141 \| \| 2394 \| 40-44 \| 2260 \| \| 2103 \| 35-39 \| 2049 \| \| 1853 \| 30-34 \| 1749 \| \| 2003 \| 25-29 \| 1855 \| \| 2058 \| 20-24 \| 1806 \| \| 2262 \| 15-20 \| 1942 \| \| 2190 \| 10-14 \| 2004 \| \| 1606 \| 5-9 \| 1566 \| \| 1177 \| 0-4 \| 1169 \| |        |             |       |       |       |       |          |
| Статево-вікова піраміда |        |             |       |       |       |       |          |
| Чоловіки | Вік    | Жінки       |       |       |       |       |          |
| 184 | 85 +   | 909         |       |       |       |       |          |
| 284 | 80-84  | 983         |       |       |       |       |          |
| 820 | 75-79  | 2238        |       |       |       |       |          |
| 1348 | 70-74  | 2575        |       |       |       |       |          |
| 1312 | 65-69  | 1830        |       |       |       |       |          |
| 2299 | 60-64  | 3126        |       |       |       |       |          |
| 1109 | 55-59  | 1409        |       |       |       |       |          |
| 1947 | 50-54  | 2041        |       |       |       |       |          |
| 2179 | 45-49  | 2141        |       |       |       |       |          |
| 2394 | 40-44  | 2260        |       |       |       |       |          |
| 2103 | 35-39  | 2049        |       |       |       |       |          |
| 1853 | 30-34  | 1749        |       |       |       |       |          |
| 2003 | 25-29  | 1855        |       |       |       |       |          |
| 2058 | 20-24  | 1806        |       |       |       |       |          |
| 2262 | 15-20  | 1942        |       |       |       |       |          |
| 2190 | 10-14  | 2004        |       |       |       |       |          |
| 1606 | 5-9    | 1566        |       |       |       |       |          |
| 1177 | 0-4    | 1169        |       |       |       |       |          |

Національний склад населення за даними перепису 2001 року:
| Національність | Кількість осіб | Відсоток |
| -------------- | -------------- | -------- |
| українці       | 58448          | 93,07 %  |
| росіяни        | 3545           | 5,64 %   |
| білоруси       | 306            | 0,49 %   |
| вірмени        | 70             | 0,11 %   |
| цигани         | 40             | 0,06 %   |
| інші           | 391            | 0,62 %   |

Мовний склад населення за даними перепису 2001 року:
| Мова            | Кількість осіб | Відсоток |
| --------------- | -------------- | -------- |
| українська      | 58920          | 93,82 %  |
| російська       | 3448           | 5,49 %   |
| білоруська      | 149            | 0,24 %   |
| вірменська      | 50             | 0,08 %   |
| азербайджанська | 20             | 0,03 %   |
| інші            | 213            | 0,34 %   |

## Персоналії
Родом із району є ряд діячів у різних галузях суспільного життя. Серед них:
- астроном 19 століття О. М. Савич;
- видатний вчений геолог, віце-президент Академії Наук України в 30-і роки М. Г. Світальський;
- письменник Я. А. Мамонтов,
- поет О. М. Маландій,
- письменник і журналіст Іван Корнющенко,
- народний художник СРСР, член—кореспондент Академії Мистецтв СРСР М. Г. Лисенко;
- відомі підприємці і меценати і не тільки на Сумщині і в Україні, а і в Російській імперії Іван Григорович та його син Павло Іванович Харитоненки,
- парламентар І. О. Остапенко, пам'ятник якому встановлено в м. Будапешті.

Багатий край на мужніх і працьовитих людей. Якщо в Сумській області найбільше порівняно з іншими областями України Героїв Радянського Союзу — 182, то в районі їх найбільше в порівнянні з іншими районами області — 30.
Про героїчну працю наших земляків свідчить те, що 13 чоловік було удостоєно звання Героя Соціалістичної Праці і один Герой України.
Красива, неповторна і незабутня природа нашого краю приваблювала сюди багатьох відомих людей. Тут побували геніальний актор М. С. Щепкін, композитор П. І. Чайковський, геніальний український філософ Г. С. Сковорода, видатна українська поетеса Леся Українка, видатний український письменник Б. Д. Грінченко.
Багатий район героїчною історією, хоробрими і талановитими людьми, він багатий і заповідними місцями. Тут налічується 2 заказника, парк загальнодержавного значення, заповідне урочище, 3 парки, 4 гідрологічні пам'ятки, геологічна пам'ятка місцевого значення, а також 18 пам'яток архітектури і містобудування.
Творчо, з натхненням і розумінням нинішньої ситуації працюють люди на розбудову суверенної держави, ім'я якій — Україна, і сьогодні на практиці продовжують славу своїх предків.
- Харитоненко Іван Герасимович